# Black Crow
Black Crow est une série de bande dessinée éditée par Glénat.

## Auteurs
- Scénario : Jean-Yves Delitte
- Dessin : Jean-Yves Delitte
- Couleur : Jean-Yves Delitte

## Synopsis
Les aventures d'un corsaire au XVIIIe siècle.

## Albums
1. La Colline de sang (2009)
2. Le Trésor maudit (2010)
3. L’Arbre aux Hollandais (2012)
4. La Conspiration de Satan (2013)
5. Vengeance (2014)
6. L'Eldorado (2015)

Série dérivée Black Crow raconte
1. L’Hermione, la conspiration pour la liberté (2009)
2. La Boussole & l'Astrolabe, l'expédition de La Pérouse (2013)
3. La Bounty, la Mutinerie des Maudits (2014)
4. L'Hermione, grand format spécial traversée (2015)

## Éditeur
- Glénat (collection « Grafica ») : tomes 1 à 4 et hors-série (première édition des tomes 1 à 4 et du hors-série)

### Documentation
- Brieg F. Haslé, « Black Crow, t. 1 : un corsaire iroquois », dBD, no 33,‎ juin 2009, p. 83.